# هيلين ريمي
هيلين ريمي (بالفرنسية: Hélène Rémy)‏ هي ممثلة فرنسية، ولدت في 16 أغسطس 1932 بباريس في فرنسا. بدأت مشوارها المهني سنة 1949.

## وصلات خارجية
- هيلين ريمي على موقع IMDb (الإنجليزية)
- هيلين ريمي على موقع أول موفي (الإنجليزية)
- هيلين ريمي على موقع قاعدة بيانات الأفلام السويدية (السويدية)
- هيلين ريمي على موقع قاعدة بيانات الفيلم (الإنجليزية)
- هيلين ريمي على موقع كينوبويسك (الروسية)